# Ueli Aebi

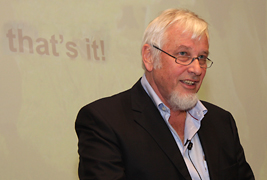
Ueli Aebi (2011)

Ueli Aebi (* 31. Mai 1946 in Bern) ist ein Schweizer Strukturbiologe und Mitbegründer des Maurice E. Müller Instituts für Strukturbiologie am Biozentrum der Universität Basel.

## Leben
Ueli Aebi studierte von 1967 bis 1974 Physik, Mathematik und Molekularbiologie an der Universität Bern und an der Universität Basel; er promovierte 1977 in Biophysik am Biozentrum der Universität Basel. Nach dem Aufbau seiner akademischen Laufbahn in den USA (University of California, Los Angeles; Johns Hopkins University School of Medicine, Baltimore) kehrte er 1986 als Professor für Strukturbiologie ans Biozentrum zurück. Er ist Mitbegründer des Maurice E. Müller Instituts für Strukturbiologie und war von 1986 bis zu seiner Emeritierung im Jahr 2011 dessen Direktor.

## Wirken
Ueli Aebi gilt als einer der Pioniere der integrativen Strukturbiologie sowie der Mechano- und Nanobiologie. Er befasste sich mit der Aufklärung der Struktur, Funktion und dem Zusammenbau des Zytoskeletts, der Kernporenkomplexe (NPC) sowie von Amyloid-Fibrillen wie sie bei der Alzheimer-Krankheit beobachtet werden. Dabei studierte er die Architektur diverser supramolekularer Strukturen via einer Kombination von Licht-, Elektronen- und Rasterkraftmikroskopie, Röntgenkristallographie und Protein-Engineering. Die Raumstruktur des NPC bestimmte Aebi mittels Kryo-Elektronentomographie und Bildrekonstruktionsverfahren. Seine Arbeiten öffneten das Tor zur Nanomedizin und führten zur Entwicklung neuartiger Nanoinstrumente für Diagnostik, Therapie und Prävention von Gewebe-Erkrankungen.

## Auszeichnungen
- 1993: gewähltes Mitglied der European Molecular Biology Organization EMBO
- 1999: gewähltes Mitglied der Academia Europaea
- 2007: Dr. honoris causae der 1. Medizinischen Fakultät der Karls-Universität in Prag.
- 2011: Carl Zeiss Lecture Award der Deutschen Gesellschaft für Zellbiologie (DGZ)[1]
- 2011: Distinguished Scientist Award der Microscopy Society of America (MSA)[3]
- 2018: Fellow der American Society for Cell Biology (ASCB)

## Publikationen (Auswahl)
- U. Aebi, J. Cohn, E.L. Buhle, L. Gerace: The Nuclear Lamina Is a Meshwork of Intermediate-type Filaments. In Nature (London), 323, 1986, S. 560–564, PMID 3762708
- R. Reichelt, A. Holzenburg, E.L. Buhle, Jr., M. Jarnik, A. Engel, U. Aebi: Correlation Between Structure and Mass Distribution of the Nuclear Pore Complex, and of Distinct Pore Complex Components. In J. Cell Biol., 1990, 110, S. 883–894, PMID 2324201.
- C.S. Goldsbury, J. Kistler, U. Aebi, T. Arvinte, G.J.S. Cooper: Watching Amyloid Fibrils Grow by Atomic Force Microscopy. In J. Mol. Biol., 1999, 285, S. 33–39, PMID 9878384
- R.Y.M. Lim, B. Fahrenkrog, J. Koeser, K. Schwarz-Herion, J. Deng, U. Aebi: Nanomechanical Basis of Selective Gating by the Nuclear Pore Complex. In: Science, 2007, 318, S. 640–643, PMID 17916694
- M. Plodinec, M. Loparic, E.C. Obermann, R. Zanetti-Dallenbach, P. Oertle, J.T. Hyotyla, U. Aebi, M. Bentires-Ali, R.Y.H. Lim, C.-A. Schoenenberger: The Nanomechanical Signature of Breast Cancer. In Nature Nanotechnology, 2012, 7, S. 757–765; auch: Nature 491 (Nature Outlook 22-Nov-2012, S75-S83), PMID 23085644
- M. Stolz, R. Gottardi, R. Raiteri, S. Miot, I. Martin, R. Imer, U. Staufer, A. Raducanu, M. Düggelin, W. Baschong, A.U. Daniels, N. F. Friederich, A. Aszodi, U. Aebi: Early detection of osteoarthritic and aging articular cartilage in mice and patient samples using AFM. In Nature Nanotechnology, 2009, 4:186–192; auch: Nature Nanotechnology 4 (News and Views 4(3):144-5), PMID 19265849